# کلاهبرداری کارت اعتباری
کلاهبرداری کارت اعتباری (به انگلیسی: Credit card fraud) اصطلاحی به معنای کلاهبرداری از طریق کارت‌های اعتباری است. 
مجرم بدین وسیله می‌تواند از طریق کارت اعتباری شخص دیگری کالا بخرد یا پول او را به حساب خود واریز کند.
کلاهبرداری کارت اعتباری می‌تواند به صورت معتبر و مجاز‌ به معنای انتقال پول به حساب مجرم با اختیار و آگاهی صاحب کارت و هم به صورت غیر مجاز، به معنای انتقال پول توسط شخص ثالث بدون اجازه و آگاهی دارنده‌ی کارت، باشد. در سال ۲۰۱۸ مبلغ کلی کلاهبرداری به صورت غیر مجاز در کشور انگلستان برابر ۸۴۴٫۸ میلیون پوند بوده است در حالی که بانک‌ها و کمپانی‌های صادر کننده کارت از کلاهبرداری حدود ۱٫۶۶ میلیارد پوند جلوگیری کرده‌اند. این به معنای جلوگیری از
{\displaystyle {\frac {2}{3}}} کلاهبرداری‌های کارت اعتباری است. 
زمانی کلاهبرداری رخ می‌دهد که مجرم بتواند به اطلاعات کارت اعتباری اشخاص دسترسی پیدا بکند و با استفاده از این اطلاعات پول از حساب دارنده‌ی‌ کارت برداشت کرده یا اکانت جدیدی با هویت جعلی بسازد. این دسترسی با روش‌هایی نظیر ماهیگیری (به انگلیسی: phishing) یا اسکیمینگ (به انگلیسی: Skimming) یا به اشتراک گذاری اطلاعات توسط دارنده‌ی حساب، بدست می‌آید. این نوع کلاهبرداری توسط هوش مصنوعی و یادگیری ماشین قابل تشخیص و جلوگیری است.

## تشخیص کلاهبرداری کارت اعتباری

### تشخیص کلاهبرداری کارت اعتباری توسط هوش مصنوعی
بدلیل پیچیدگی بالای‌ محاسباتی و دشواری زیاد تشخیص این نوع کلاهبرداری، از هوش مصنوعی استفاده می‌شود. رایج‌ترین روش‌های مورد استفاده در تشخیص کلاهبرداری‌های کارت اعتباری، شبکه‌های عصبی (به انگلیسی:‌ Neural network)، درخت تصمیم (به انگلیسی: Decision tree)، ماشین بردار پشتیبانی(به انگلیسی: Support vector machine) و الگوریتم‌های فراابتکاری (به انگلیسی: Meta heuristics) هستند. روش‌های متفاوتی می‌توان برای تشخیص تراکنش‌های مشکوک به کار برد به عنوان مثال یکی از روش‌های بی‌درنگ ابتدا با استفاده از نقشه‌های خود سازمان دهنده (به انگلیسی: Self-organizing maps) بعد داده‌ها را کاهش می‌دهد و سپس با استفاده از یک الگوریتم پیش‌بینی‌کننده، تراکنش‌های غیر طبیعی را تعیین می‌کند. الگوریتم‌های هوش مصنوعی و یادگیری ماشین دارای خطا در پیشبینی هستند به همین علت از الگوریتم‌هایی مانند GASS و MBO برای بهبود نتیجه‌ی سیستم‌ نهایی کمک می‌گیرند. 

### یادگیری ماشین
یادگیری ماشین زیر مجموعه‌ای از هوش مصنوعی است و از آن برای تشخیص تراکنش‌های غیر عادی به طوری که بیش‌برازش (به انگلیسی: Overfitting) رخ ندهد، استفاده می‌شود. بیش‌برازش به معنای یادگیری بیش از حد به روی داده‌های آموزش است (به عنوان مثال یادگیری بر اساس ویژگی‌های کم اهمیت داده‌ها) به طوری که اگر تراکنش‌ جدیدی خارج از داده‌های آموزشی به مدل داده شود نتیجه‌ی اشتباه خواهد داد و ممکن است تراکنش عادی را غیرعادی و تراکنش غیرعادی را عادی پیش‌بینی بکند. بردار‌های ماشین پشتیبانی یکی از روش‌های پر استفاده در یادگیری ماشین برای مسئله‌ی طبقه‌بندی (به انگلیسی: Classification) است و برای تشخیص تراکنش‌های غیرعادی استفاده می‌شود.

### بردار‌های ماشین پشتیبانی
در بردار‌های ماشین پشتیبانی هر یک از داده‌ها یک برچسب برای تعیین طبقه‌ی خود دارند که در طبقه‌بند دودویی، این طبقه‌ها به مثبت و منفی تبدیل می شوند. در نظر بگیرید تراکنش‌های غیرعادی برچسب مثبت {\displaystyle x_{F}} و تراکنش‌های غیر عادی برچسب منفی  {\displaystyle x_{N}} دارند. هدف پیدا کردن خطی است که از هر دو کلاس مثبت و منفی فاصله دارد. این خط مبنای تصمیم‌گیری برای تعیین برچسب داده‌ها خواهد بود. 